# Брокпорт (Њујорк)
Брокпорт (енгл. Brockport) град је у америчкој савезној држави Њујорк.

## Демографија
По попису из 2010. године број становника је 8.366, што је 263 (3,2%) становника више него 2000. године.
| Група             | 2000.         | 2010.         |
| Белци             | 7.315 (90,3%) | 7.487 (89,5%) |
| Афроамериканци    | 357 (4,4%)    | 322 (3,8%)    |
| Азијати           | 79 (1,0%)     | 107 (1,3%)    |
| Хиспаноамериканци | 237 (2,9%)    | 319 (3,8%)    |
| Укупно            | 8.103         | 8.366         |